# 萨穆埃尔·奥罗佩萨县

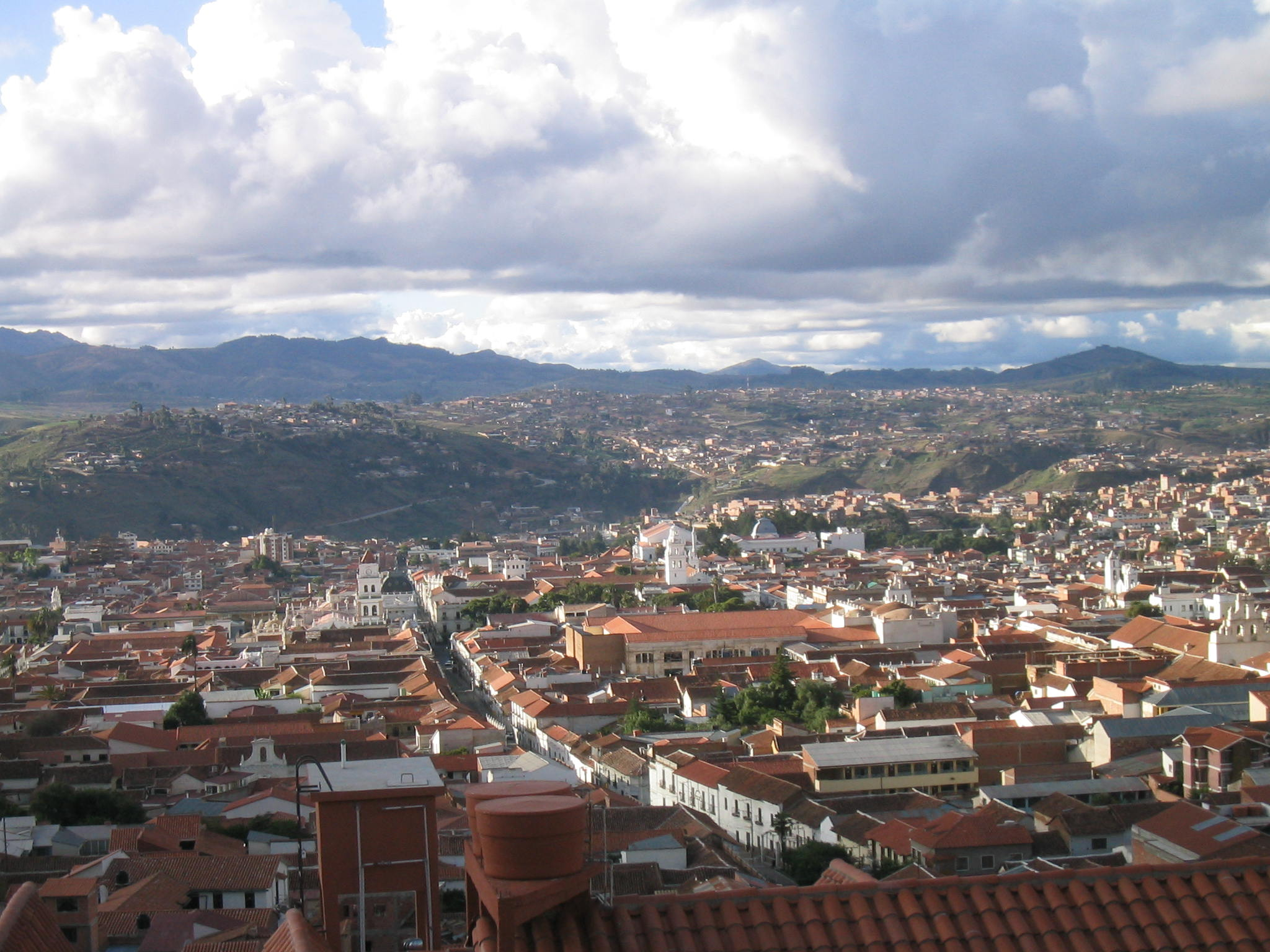

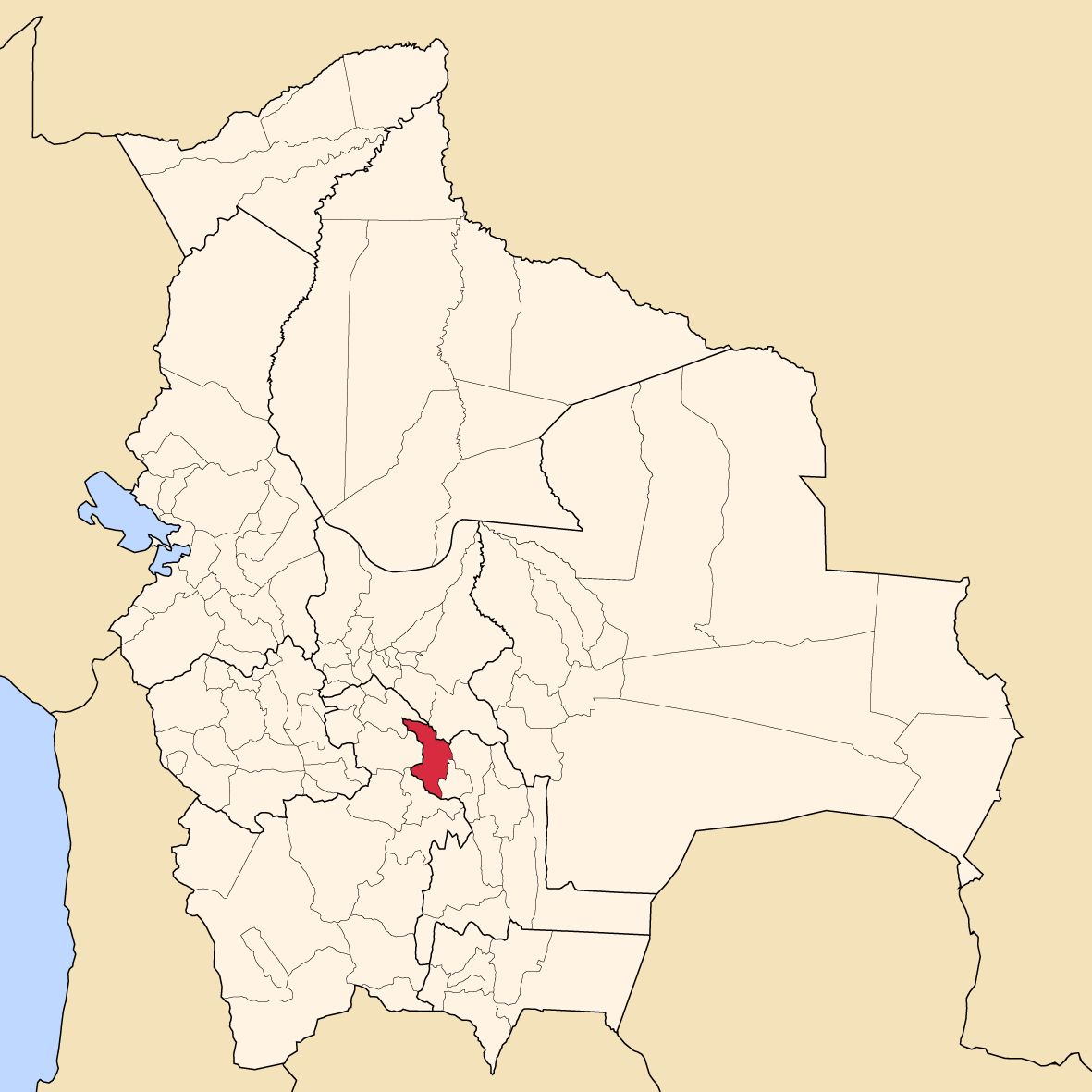

萨穆埃尔·奧羅佩薩县（西班牙語：Provincia de Samuel Oropeza），是玻利維亞的县份，位於該國南部，屬於丘基薩卡省的一部分，县府設於蘇克雷，面積3,943平方公里，海拔高度2,000米，2001年人口241,376，人口密度每平方公里61.2人。